# Trigonalni kristalni sistem
Trigonalni kristalni sistem ali trigonalna singonija je eden od sedmih kristalnih sistemov, romboedrična prostorska mreža pa ena od sedmih prostorskih mrež. Oba pojma se pogosto zamenjevata, vendar je med njima nekaj razlik: kristali z romboedrično prostorsko mrežo vedno spadajo v trigonalni kristalni sistem, nekateri kristali, ki spadajo v trigonalni kristalni sistem, na primer kremen, pa nimajo romboedrične prostorske mreže. V trigonalni kristalni sistem spada samo pet točkovnih skupin od sedmih z romboedrično prostorsko mrežo.
Izraz "romboedrični kristalni sistem" je dvoumen, ker zamenjuje trigonalni kristalni sistem z romboedrično prostorsko mrežo in lahko pomeni katero od njih ali pa katero od heksagonalnih prostorskih mrež.
V razvrstitvah s samo šestimi kristalnimi razredi (družinami) je trigonalni kristalni sistem skupaj s heksagonalnim sistemom razvrščen v heksagonalni razred.

## Romboedrične kristalne mreže
Kristalne mreže se opisujejo s tremi enotnimi vektorji. V romboedrični kristalani mreži so vektorji enako dolgi, koti med njimi pa niso pravi koti, se pravi da je a = b = c in  α = β = γ ≠ 90°. Romboedrična mreža je torej podobna kubični mreži, ki je raztegnjena vzdolž telesne diagonale. V nekaterih razvrstitvenih shemah je romboedrična prostorska mreža skupaj s heksagonalno prostorsko mrežo razvrščena v skupino heksagonalnih mrež. 
Med romboedričnimi kristalnimi mrežami je samo ena Bravaisova mreža.

### Seznam romboedričnih prostorskih skupin
Z romboedrično prostorsko mrežo je povezanih sedem prostorskih skupin, ki so prikazane v naslednji preglednici. V preglednici so tudi številke kristalografskih prostorskih skupin v Mednarodnih tabelah za kristalografijo, Hermann–Mauguinove oznake, Schönfliesove oznake in primeri kristalov. Vse točkovne skupine so povezane tudi z nekaterimi prostorskimi skupinami, ki ne spadajo med romboedrične prostorske mreže.
| Številka | Prostorska skupina | Točkovna skupina            | Hermann–Mauguinova oznaka | Schöenfliesova oznaka | Primeri         |
| -------- | ------------------ | --------------------------- | ------------------------- | --------------------- | --------------- |
| 146      | R3                 | romboedrično tetartoedrična | 3                         | C3                    | karlinit        |
| 148      | R3                 | romboedrično tetartoedrična | 3                         | S6                    | dolomit         |
| 155      | R32                | trapezoerdrična             | 32                        | D3                    | abhurit         |
| 160      | R3m                | romboedrično hemimorfna     | 3m                        | C3v                   | turmalin        |
| 161      | R3c                | romboedrično hemimorfna     | 3m                        | C3v                   | cerit           |
| 166      | R3m                | romboedrično holoedrična    | 3m                        | D3d                   | antimon         |
| 167      | R3c                | romboedrično holoedrična    | 3m                        | D3d                   | hematit, korund |

## Trigonalni kristalni sistem
Trigonalni kristalni sistem je edini kristalni sistem, katerega točkovne skupine imajo več kot en sistem prostorskih mrež: v njem se pojavljajo heksagonalne in romboedrične prostorske mreže. 
V sistemu je pet točkovnih skupin, ki so prikazane v naslednji preglednici. V preglednici so poleg imen razredov tudi so tudi Hermann–Mauguinove oznake, Schönfliesove oznake in primeri kristalov.
| Razred                      | Hermann–Mauguinova oznaka | Schönfliesova oznaka | Primeri                 |
| Heksagonalno skalenoedrični | 32/m                      | D3d                  | kalcit, korund, hematit |
| Ditrigonalo piramidalni     | 3m                        | C3v                  | turmalin, alunit        |
| Romboedrični                | 3                         | S6                   | dolomit, ilmenit        |
| Trapezoedrični              | 32                        | D3                   | kremen, cinabarit       |
| Piramidalni                 | 3                         | C3                   | jarozit                 |